# Paraedwardsia heia
Paraedwardsia heia is een zeeanemonensoort uit de familie Edwardsiidae. De anemoon komt uit het geslacht Paraedwardsia. Paraedwardsia heia werd in 2008 voor het eerst wetenschappelijk beschreven door Daly & Ljubenkov. 